# Симмонс, Кир
Кир Харди Бреннан-Симмонс (англ. Keir Hardie Brennan-Simmons, род. 22 февраля 1972 года в Гринвиче) — британский журналист и телеведущий, сотрудник американского телеканала NBC News. Свою карьеру тележурналиста начинал в качестве редактора отдела новостей ITV News на телеканале ITN. С августа 2012 по декабрь 2018 он был международным корреспондентом канала NBC News, с декабря 2018 года является главным международным корреспондентом программы Today на NBC, одним из корреспондентов программы NBC Nightly News и ведущим на MSNBC.

## Биография

### Карьера журналиста
Родился в Лондоне, вырос в Бристоле. Учился в школе Уэллсуэй в городе Кейншем (графство Сомерсет), колледже Святого Брендана в Бристоле и колледже Голдсмитс при Лондонском университете, в котором и получил журналистское образование. Карьеру журналиста начинал в качестве судебного репортёра Олд-Бейли, освещавшего судебные процессы по убийствам и различные скандалы. Работал на радио репортёром Independent Radio News в 1996 году, с 1998 года работал корреспондентом ITV News.
Работая на телеканале ITV, Симмонс освещал важные британские и международные события, в том числе Землетрясение в Индийском океане в 2004 году, отравление Александра Литвиненко в 2006 году, массовое убийство в Виргинском политехническом институте в 2007 году и теракт в Мумбаи в 2008 году. Также он стал одним из первых журналистов, которые освещали Исчезновение Мэдлин Макканн. В 2010 году он стал первым журналистом, сообщившим о решении правительства Великобритании выплатить крупные денежные компенсации бывшим заключённым тюрьмы в Гуантанамо.
30 сентября 2010 года ITV News сообщил о назначении Симмонса на пост главного редактора британского отделения этой организации. В 2011 году он вёл репортажи телеканал ITV по делу News International, в том числе и об отставке комиссара Службы столичной полиции Пола Стивенсона.
Помимо ITV News, Симмонс также появлялся в эфире каналов Sky News и 5 News, а также вёл программу London Tonight на ITV London. В сентябре и октябре 2011 года он был гостем программы Daybreak на ITV Breakfast.
27 августа 2012 года Симмонс ушёл с ITN и перешёл на американский канал NBC News, став его собственным корреспондентом в Лондоне и начав сотрудничество со всеми платформами NBC. В декабре 2018 года Симмонс стал старшим международным корреспондентом передачи Today на канале NBC News, начав также работу в программе NBC Nightly News и став ведущим канала MSNBC.
Кир Симмонс брал интервью у президента России Владимира Путина 11 июня 2021 года в Москве и у премьер-министра Японии Ёсихидэ Суга в июле 2021 года в Токио. 8 сентября 2022 года он у Букингемского дворца, стоя под дождём, вёл репортаж, посвящённый смерти королевы Великобритании Елизаветы II.
19 декабря 2024 года Кир Симмонс участвовал как представитель NBC в ежегодной «прямой линии» с Владимиром Путиным, задав вопросы о дальнейшей судьбе экс-президента Сирии Башара Асада и о судьбе пропавшего в 2012 году в Сирии американского журналиста Остина Тайса. Вскоре Симмонс покинул зал, но спустя час вернулся.

### Семья
Женат, есть двое детей. Сестра Мика — актриса, пропагандистка здорового образа жизни.

### Скандалы
28 февраля 2023 года в эфире телеканала NBC вышел репортаж Кира Симмонса из Севастополя, пообщавшегося с местными жителями: в Крым он приехал из Москвы поездом через Керченский мост. Спустя некоторое время имя Кира Симмонса появилось на украинском сайте «Миротворец», куда его занесли как лицо, представляющее угрозу национальной безопасности Украины.

## Награды
- Номинант на премию Королевского телевизионного общества[англ.] (2003, номинация Annual Programme Statement 2003 and Programme Review 2002)[15].
- Номинант на новостную и документальную премию «Эмми» (июль 2016, номинация «Журнал новостей — Выдающееся освещение экстренного выпуска новостей») — за репортаж в рамках программы Dateline NBC[англ.] «Террор в Париже» (англ. Terror in Paris)[16]
- Номинант на новостную и документальную премию «Эмми» (июль 2017, номинация «Журнал новостей — Выдающееся освещение экстренного выпуска новостей») — за репортаж в рамках программы Today «Террор в Брюсселе» (англ. Terror in Brussels)[17]